# Camps de réfugiés sahraouis

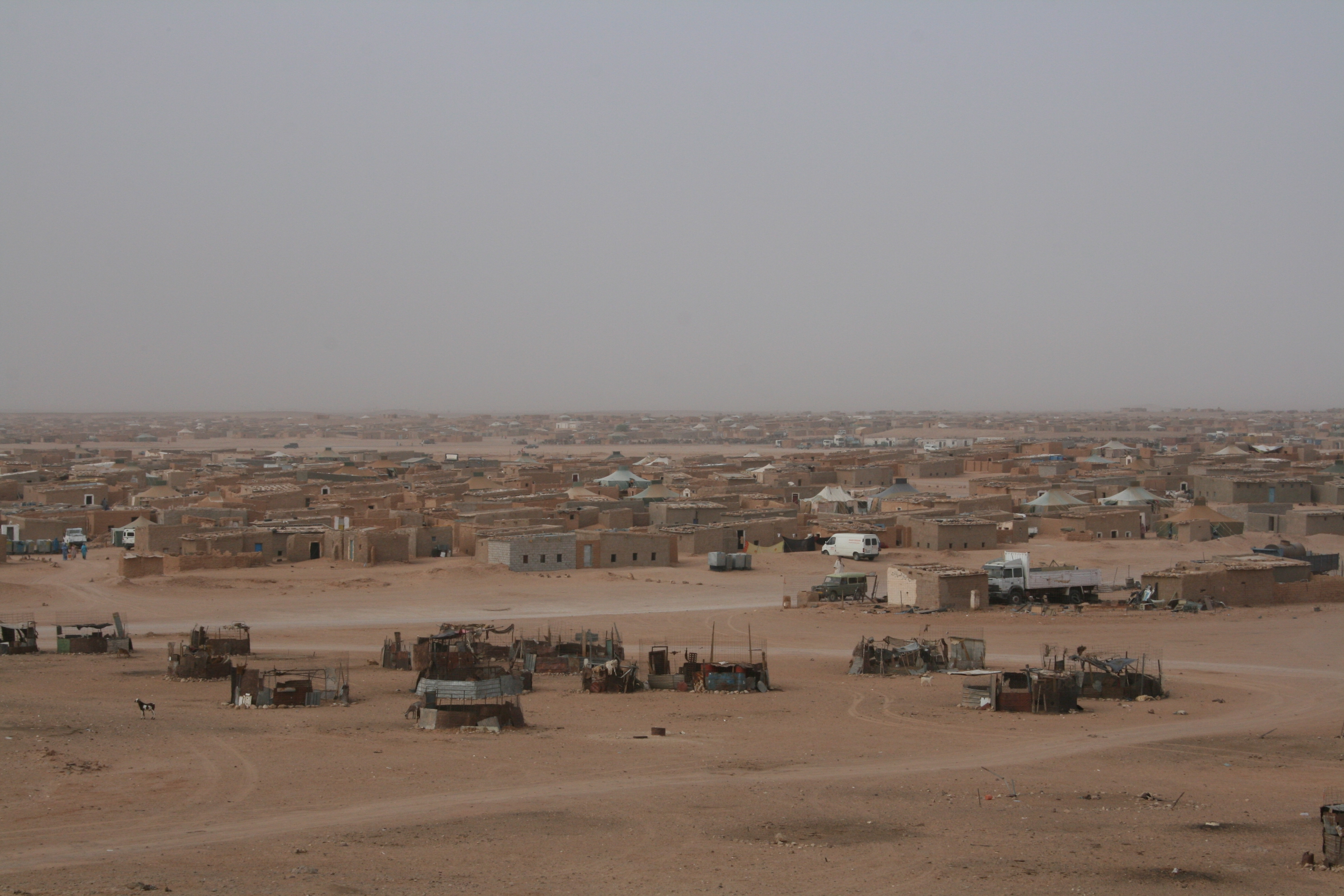
Camp de réfugié de Laâyoune.

Les camps de réfugiés sahraouis sont des installations humanitaires provisoires accueillant les peuples nomades sahraouis rescapés de la zone de territoire du Sahara occidental, fondées entre 1975 et 1976 en Algérie, aux environs de Tindouf, à la suite des accords de Madrid et de la marche verte qui marque le début des affrontements entre le Maroc et la Mauritanie d'une part et le Front Polisario d'autre part durant la guerre du Sahara occidental, ainsi que la constitution le 27 février 1976 de la République arabe sahraouie démocratique (RASD).
Les camps rassemblent 173’600 réfugiés sahraouis selon les chiffres du HCR  en 2018; leurs habitants sont pour la plupart des personnes âgées, des femmes et des enfants. Les possibilités limitées de subsistance dans l'environnement hostile du désert ont forcé les réfugiés à dépendre de l'aide humanitaire internationale pour leur survie : cette partie du désert appelée Hamada est réputée inhabitable. Cependant, les camps de Tindouf diffèrent de la majorité des camps de réfugiés du point de vue de l'organisation. La gestion de la vie du camp est prise en main par les réfugiés eux-mêmes, avec peu d'ingérence extérieure.

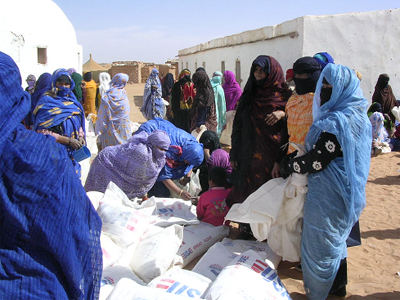
Réfugiées sahraouies transportant de la farine de l'aide humanitaire.

Les femmes tiennent un grand rôle dans l'administration quotidienne des camps ; leur action prend appui notamment sur les structures de l'Union nationale des femmes sahraouies.
Les principaux camps sont ceux de : Laâyoune, Smara, Aousserd, Dakhla, Rabouni, Boujdour,.
La situation de ces camps est particulière en raison de la durée du déplacement des populations, durée qui s'étend sur plus de 40 années en 2023, mais également du au fait que le Polisario refuse toute sortie des réfugiés de ce camp afin de garder une position légitime vis-à-vis de l’ONU. Les sahraouies demandent depuis 1976, au nom du droit à l'autodétermination, l'indépendance du Sahara occidental, qui est considéré par le Maroc comme un territoire d'allégeance tribal historique. De 1980 à 1978 le Maroc fait ériger un mur de sable pour protéger les intérêts miniers du Maroc des incursions du Front Polisario.
Les indépendantistes sahraouis, et tout particulièrement les journalistes font l'objet d'intimidations, d'arrestations et de persécutions de la part des autorités marocaines, au point de susciter l'opprobre des ONG et de la communauté européenne.
Les indépendantistes sahraouis et le Front Polisario ont développé une culture de poésie et de chant à travers des artistes notoires comme Al Khadra Mabrook, Aziza Brahim et Mohamed Mustafa Mohamed Salem dit « Badi ».

## Contexte historique
Les tribus mauritaniennes et sahraouies partagent la même histoire ancienne, l'arrivée des Arabes dans la région est datée du XIIe siècle. On trouve alors dans la région des peuples berbères nomades maures partageant la même culture et la même langue, dont les descendants parlent un dialecte arabe appelé hassanya.

Carte schématique du conflit entre le Maroc et le Front Polisario selon l'ONU.

Les Sahraouis sont un peuple de nomades qui migre en suivant la pluie, ce qui leur a valu le surnom d'enfants des nuages. À la suite de la décolonisation et au retrait des autorités espagnoles du Sahara espagnol après la signature des accords de Madrid en 1975, les territoires traditionnels de migration ont été investis par l'armée marocaine. Le Sahara occidental reste un territoire où le processus de décolonisation n'est pas achevé selon l'ONU qui le considère comme non autonome.

### Point de vue marocain

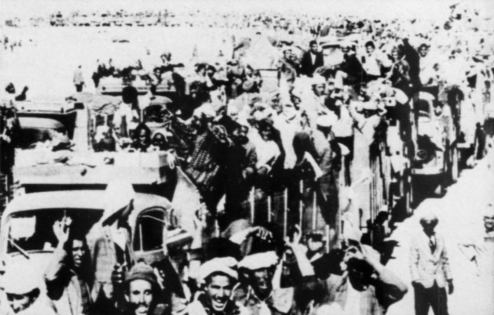
Photo de la marche verte de 1975.

Pour le Maroc l'affaire du Sahara occidental est une affaire de décolonisation inachevée (c'est la France qui a dessiné les frontières entre l'Algérie et le Maroc en amputant la région de Tindouf) et les accords d'allégeance avant la colonisation du Sahara occidental par l'Espagne établissent une légitimité à revendiquer ce territoire[pas clair]
À la suite d'une demande du Maroc, le 16 octobre 1975 la Cour internationale de justice publie un rapport déboutant le Maroc de ses prétentions en reconnaissant des liens d'allégeance de certains chefs de tribus a plusieurs Sultans de la famille des Alaouites, mais aucune souveraineté quelconque du Maroc sur le territoire, reconnaissant aussi le droit à l'autodétermination et donc indépendance du peuple sahraoui, ce qui confirme les résolutions de l'ONU passées dès 1966 sur l’organisation d’un référendum d’autodétermination au Sahara occidental. Hassan II n'abandonne pas pour autant son ambition de récupérer ses terres. Il organise donc le 6 novembre 1975 une Marche verte, qui part du Maroc vers le Sahara espagnol dans le but de récupérer pacifiquement le territoire. La marche rassemble 350 000 civils sur plus de 600.000 inscris qui marchent sur El-Ayoun. Derrière les civils l'armée marocaine intervient au nord du territoire, et l'armée mauritanienne au sud, provoquant la fuite d’une partie de la population sahraouie qui finira par rejoindre les différents camps. Les populations civiles sont bombardées avec du napalm et l'eau des puits est empoisonnée.

### Point de vue du Polisario
Ceci va à l'encontre des objectifs du Front Polisario, formé pour lutter contre l'occupation espagnole et qui se retourne  contre la Mauritanie et le Maroc après la signature des accords de Madrid entre l'Espagne, le Maroc et la Mauritanie, signature qui a eu lieu sans que les populations sahraouies soient consultées. Le début de la guerre du Sahara occidental conduit en 1976 à l’exode de centaines de milliers de  personnes qui se réfugient dans la « hamada » de Tindouf au sud ouest du territoire algérien, après avoir subi des attaques au napalm dans le désert. Les gens arrivent affamés et sans leurs troupeaux sur le plateau calcaire de la Hamada, qui est l'endroit avec les températures à la fois les plus chaudes et les plus froides du Sahara. L’Algérie leur ouvre ses frontières et les aide à s'installer, accueillant près de 40 000 personnes dans les environs de Tindouf.
On observe par la suite une construction politique de la notion de peuple influencée par l'indépendance algérienne et libyenne,, qui s'est également fondée sur ce principe de droit international pour obtenir l'indépendance[pas clair]. Dans ce contexte la réalité de l'existence de différentes tribus est peu à peu gommée par les dirigeants du Polisario pour pouvoir fonder la revendication auprès des instances internationales du statut autonome au nom du droit à l'autodétermination des peuples.
Durant les accords de cessez-le-feu en 1991, Hassan II, roi du Maroc et le Front Polisario reconnaissent le principe de la tenue d'un référendum d'autodétermination mais celui-ci n'a jamais lieu les deux parties ne s'entendant pas sur les modalités.
Selon Sophie Caratini, la résistance sahraouie du Polisario suit de 3 phases temporelles : une phase révolutionnaire jusqu'en 1991, une phase post-révolutionnaire, et une phase d'anomie provoquée par la situation de l'exode et la lente disparition de sa culture traditionnelle. Caratini affirme « Le peuple Sahraoui est né avec le processus de décolonisation, c’est pourquoi il a été si difficile à l’ONU d’identifier le corps électoral, et qu’il a été si facile au Maroc d’en contester toutes les étapes ».

### Mur des sables ou Berkem - 1987
Le mur  des Sables, également appelé « mur marocain », « mur de défense » ou « mur de sécurité » au Maroc et « mur de la honte » par le Front Polisario, est une barrière de séparation érigée au Sahara occidental par le Maroc à partir d'août 1980 et achevée en 1987. Les autorités marocaines construisent un mur pour protéger leurs « territoires utiles » où ils ont des intérêts miniers pour l'exploitation et l'exportation de phosphate. Le mur est constitué de deux rangées de dunes de sable infranchissables. Il sert aussi au Maroc, à se protéger d'attaques du Polisario, ceci allant de pair avec l'affirmation de sa souveraineté sur l'ancienne colonie du « Sahara espagnol », en opposition aux revendications d'indépendance portées par le Front Polisario. Ce mur est gardé par environ 100 000 soldats marocains et sédentarise les soldats du Front Polisario qui vivent dans les camps de personnes réfugiées avec un accès unique à la mer dans le port de Guerguerat (sous contrôle marocain)[réf. souhaitée].

### Situation dans les années 2000

#### Harcèlement et intimidation des personnes militant pour l'autodétermination

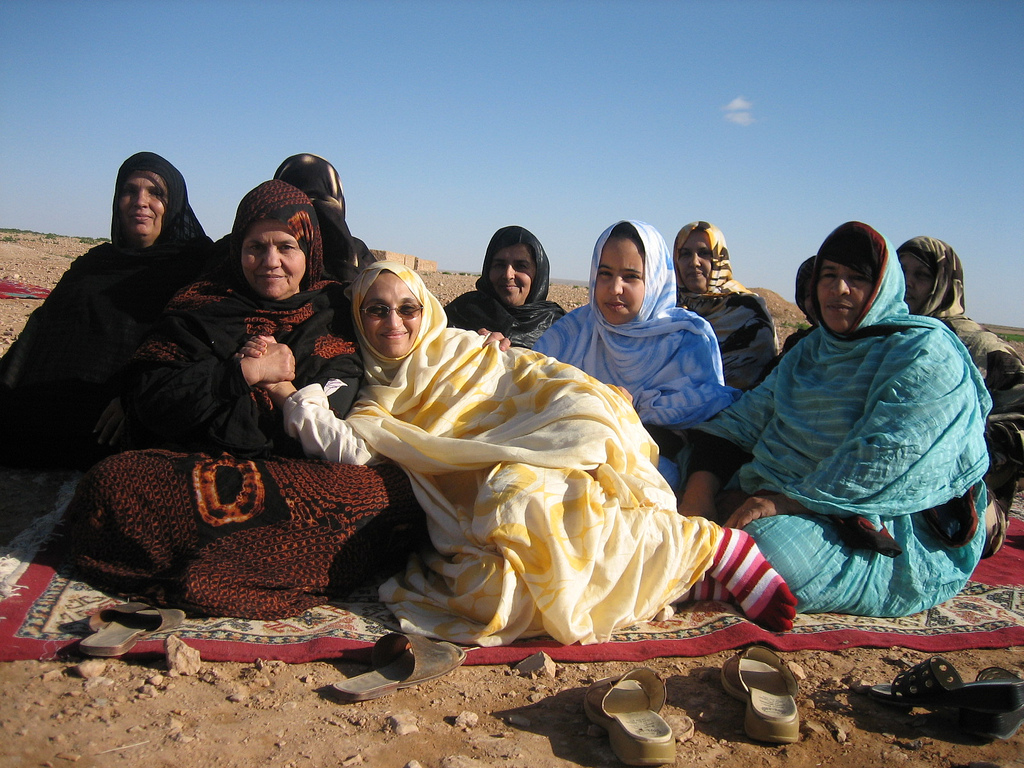
Aminatou Haidar et un groupe de femmes sahraouies.

Des tensions entre l'Europe et le Maroc interviennent en 2022 à la suite du Marocgate et concernant la question de l'emprisonnement de journalistes sahraouis,. Aminatou Haydar une militante des droits humains du Sahara occidental et Mahjoub Mleiha, d'un collectif sahraoui en Belgique ont été espionnés par les autorités marocaines via le logiciel espion Pegasus dans le cadre du Marocgate. Sultana Khaya militante du droit à l'autodétermination sahraouïe vivant au Maroc a été harcelée, molestée, et assignée  à résidence depuis novembre 2020 à Boujdour. Selon un communiqué de l'ONU publié en juillet 2021, Sultana Khaya a été « harcelée à plusieurs reprises par les autorités marocaines et a perdu un œil lorsqu'elle a été attaquée par un policier en 2007 »,.
Le Parlement européen programme le 9 février 2023 une réunion pour les personnes victimes du logiciel Pegasus utilisé par le gouvernement marocain. Le Parlement européen adopte une résolution demandant la libération des journalistes sahraouis détenus au Maroc le 19 janvier 2023.

#### Exploitation des ressources agricoles et piscicoles

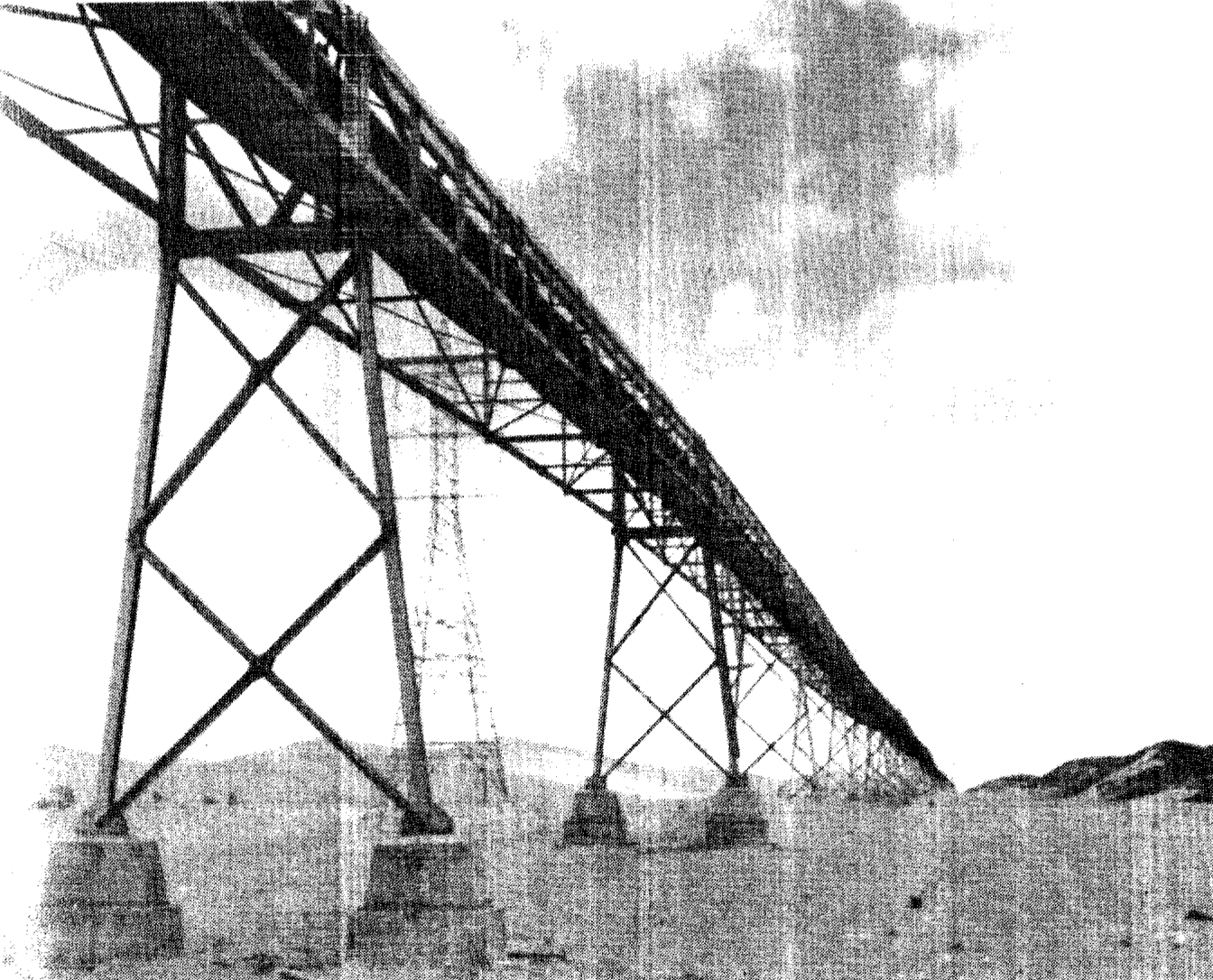
Tapis roulant automatique pour le transport de minerai au Sahara espagnol.

Le Maroc contrôle 80% du territoire et en exploite les ressources notamment piscicoles.
Une des raisons de l'intérêt du Maroc pour le territoire du Sahara occidental est sa richesse en ressources minérales et piscicoles: les eaux de l'Atlantique à cet endroit sont parmi les plus poissonneuses du monde et donnent lieu à des contrats entre l'Europe et le Maroc, qui plus est elles sont selon le droit international exploitées illégalement car le Maroc n'est pas souverain sur le territoire. En outre, le Sahara occidental est le 6e producteur mondial de phosphate produisant 2,5 millions de tonnes par an dans les mines de Boukraa, une commune sous contrôle marocain. La possibilité d'y trouver du pétrole dans des gisements offshore est également une donnée importante. Selon Yahia H. Zoubir « En dépit du caractère illégal de l’occupation marocaine et des violations des droits légitimes des Sahraouis, des postures géopolitiques l’ont emporté sur la légalité internationale ».

#### Plan d'autonomie du Maroc
En avril 2007, le Maroc propose un plan d’autonomie à l’ONU après avoir bénéficié d'une aide des États-Unis pour la rédaction. Le plan est accueilli favorablement par Nicolas Sarkozy. Ce plan d'autonomie est également soutenu par l'Allemagne et Espagne.

#### Reconnaissance de la souveraineté du Maroc
Le Maroc met la question de la reconnaissance de sa souveraineté sur le Sahara occidental au cœur de sa politique étrangère. Le Maroc a par exemple refusé de vendre du phosphate au Pérou parce que ce dernier ne reconnaissait pas sa souveraineté sur le territoire.
Fin 2020 le président des États-Unis Donald Trump reconnaît la souveraineté du Maroc après d'autres pays ; en contrepartie, le Maroc accepte de normaliser ses relations avec Israël. l'Espagne entre autres pays européens lui emboîte le pas. Le secrétaire d' État des États-Unis Antony Blinken souligne la nécessité de respecter le droit international.

## Organisation et administration des camps

Emplacements des camps de réfugiés à Tindouf.

En général, les camps de personnes réfugiées dans le monde sont dirigés par des ONG. Ce n'est pas le cas des camps sahraouis qui sont gérés et contrôlés par le Front Polisario depuis leur création. Ce dernier les présente également comme des expériences d'autogestion et de démocratie participative, fait relevé également par la recherche académique qui s'est intéressée au modèle particulier de gestion de ces territoires. Le Polisario, fait administrativement partie de la République arabe sahraouie démocratique (RASD). Le gouvernement en exil et l'administration de la RASD sont situés dans le camp de Rabouni. Les camps de Tindouf sont divisés en sous-unités administratives élisant leurs propres responsables pour représenter les quartiers dans la prise de décision politique. Chacune des quatre wilayas (districts) est divisée en six ou sept daïras (villages), eux-mêmes divisés en hay s ou barrios (quartiers).

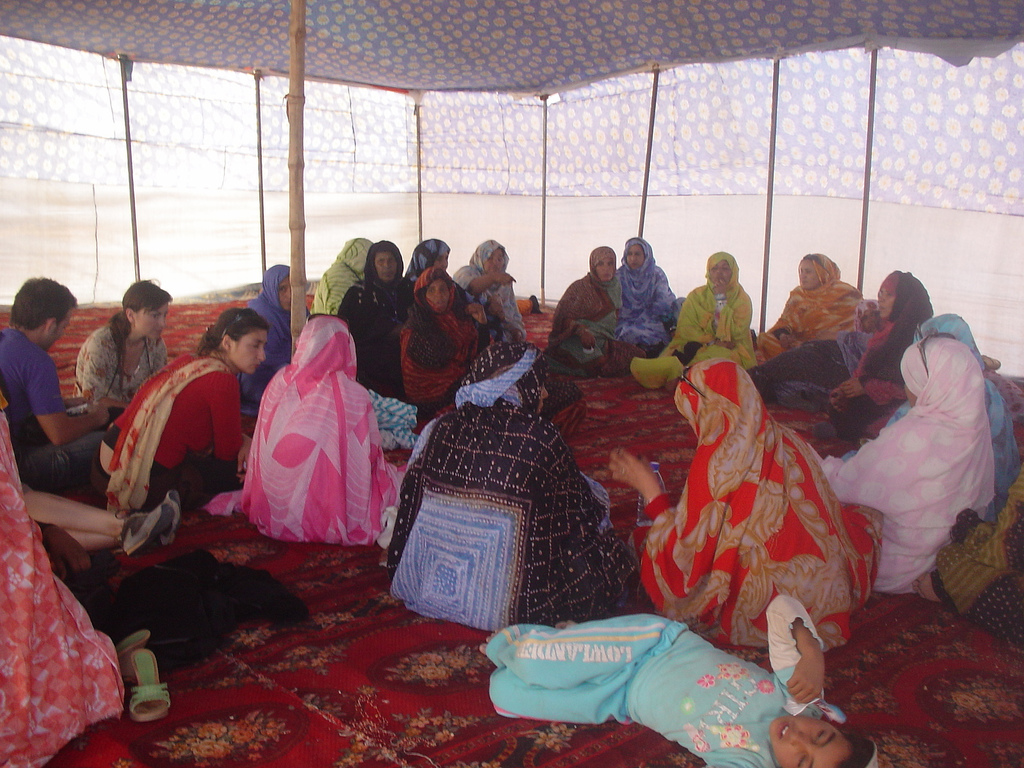
Atelier sectoriel lors du 5e Congrès de l'Union nationale des femmes sahraouies, dans les camps de réfugiés sahraouis (6 avril 2007).

Au départ, les nomades s'installent après leur fuite dans des tentes dans des situations qui ne permettent pas la survie de leurs troupeaux.
La durée de vie des camps pose la question de la survie des personnes réfugiées à long terme, puisque la situation n'a jamais été résolue depuis 1975. Au fil des ans, les camps se sont transformés et structurés comme une organisation institutionnelle et gouvernementale. Les conditions de vie sont particulièrement difficiles, les températures en été montant jusqu'à 50 degrés et descendant en hiver la nuit à moins dix degrés. Les populations vivent dans la pauvreté et sont dépendantes de l'aide internationale. La gestion des camps s'effectue dans une relation triangulaire entre Polisario, ONG et RASD.

### Emplacements et situation
Les camps sont situés dans la région de Tindouf en Algérie et ont pris le nom de villes du Sahara occidental : Laâyoune, Dakhla Smara, Aousserd, Rabouni (es), Boujdour,. Le camp de Boujdour a été surnommé 27 février (en référence à la date de la constitution de la RASD le 27 février 1976) construit autour de l'école internationale des femmes.
Rabouni est le lieu où se sont établies des institutions officielles de la RASD : le parlement, le conseil national, l'hôpital et le centre des victimes de mines.

Un musée de la Guerre y a été établi ; il expose des tanks, des  balles, des armes et des mines utilisées pendant la guerre entre le Sahara occidental et le Maroc de 1975 à 1991. Il montre aussi l'histoire du héros national du Sahara occidental El-Ouali Mustapha Sayed qui a lutté d'abord contre l'occupation par l’Espagne et ensuite par le Maroc.

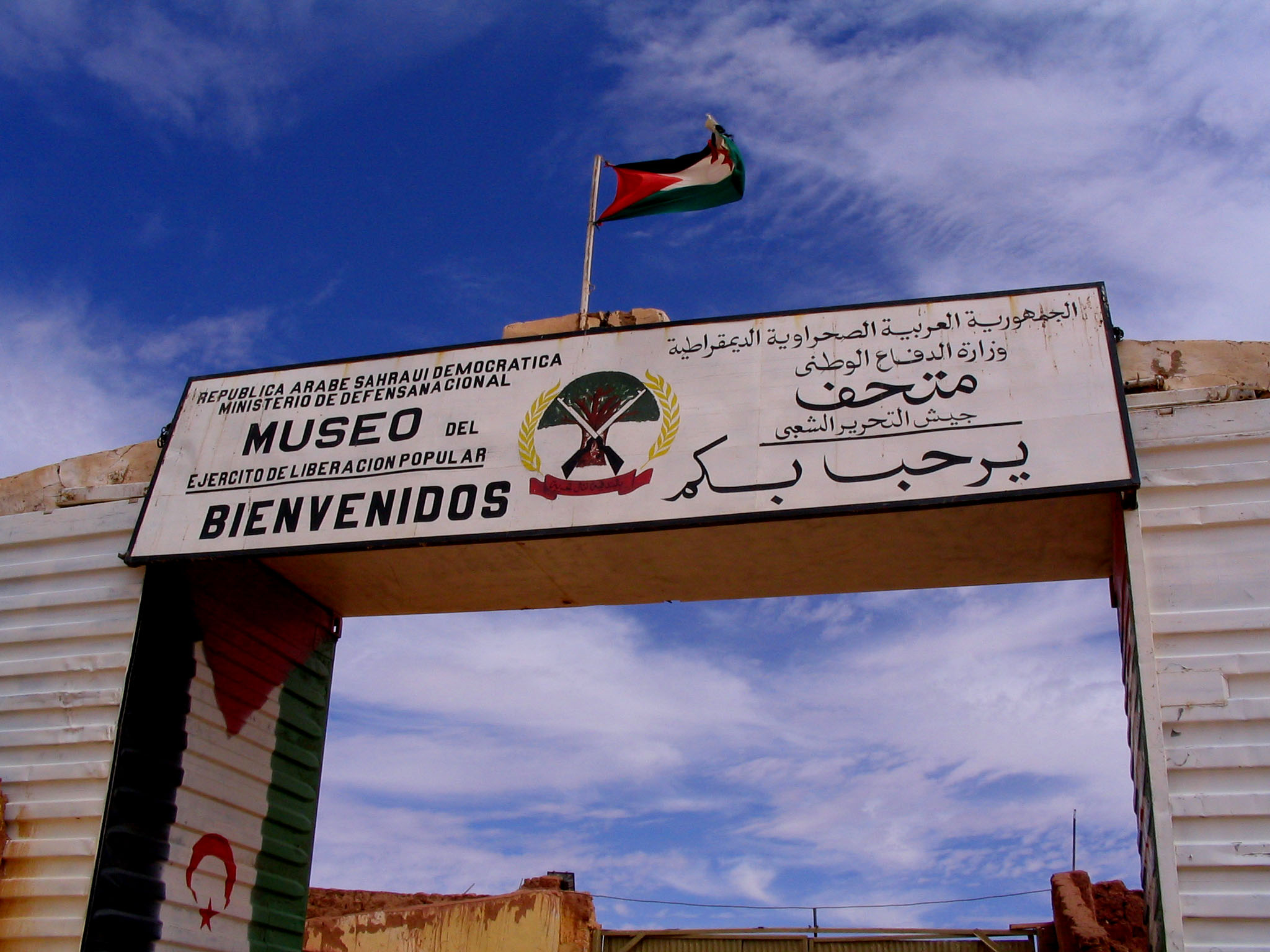
Musée de la guerre à Rabouni, capitale administrative des camps de réfugiées et de la RASD.

### Démographie
L’invasion marocaine a causé le déplacement de 150 000 à 200 000 personnes en 1975. Le nombre de personnes vivant dans les camps est estimé à 175 000 personnes ou 173 600 selon les chiffres du HCR. Les chiffres concernant les données démographiques sont controversés : le Polisario et le Maroc ne sont pas d'accord sur le nombre de personnes réfugiées, ce nombre influant directement sur les négociations relatives au référendum d'autodétermination. Le Maroc estime que 50 000 personnes vivent dans ces camps (malgré le recensement).
Le nombre de personnes habitant la zone influe également sur le montant des aides humanitaires dispensées par les ONG.
En 1998, la mission Minurso de l'ONU a identifié 42 378 adultes en âge de voter dans les camps, ne comptant que ceux qui avaient contacté les bureaux d'enregistrement de la mission et pu par la suite prouver le fait d'être originaires du Sahara occidental d'avant 1975. Aucune tentative n'a été faite pour estimer le nombre total de la population dans les camps.
Les autorités algériennes ont estimé le nombre de réfugiés sahraouis en Algérie à 165 000. Ce chiffre est  accepté par le Polisario, bien que le mouvement reconnaisse que certains réfugiés se sont rebasés en Mauritanie, un pays qui abrite environ 26 000 réfugiés sahraouis. Le HCR s'est référé au chiffre de l'Algérie pendant de nombreuses années, mais en 2005, la crainte qu'il ne soit gonflé a conduit l'organisation à réduire son chiffre de travail à 90 000 sur la base d'une analyse d'images satellites. Le HCR est en dialogue avec le gouvernement algérien et les dirigeants des réfugiés sahraouis, cherchant à mener un recensement pour déterminer le nombre exact de réfugiés dans les camps.
Le gouvernement marocain affirme que le nombre total de réfugiés est d'environ 45 000 à 50 000, et aussi que ces personnes sont retenues dans les camps par le Polisario contre leur gré. Cependant, la Central Intelligence Agency note qu'il y a environ 100 000 réfugiés dans les camps parrainés par l'Algérie près de la seule ville de Tindouf.

### Rôle prépondérant des femmes
La République arabe sahraouie démocratique (RASD), responsable des camps de réfugiés, prend appui sur le rôle traditionnel des femmes dans la culture sahraouie et nomade, pour  la gestion des campements nomades. Qui plus est, l'absence des hommes des camps de personnes réfugiées en raison de leur implication dans le conflit armé contre le Maroc a permis aux femmes d'acquérir une place prépondérante dans la gestion des camps de réfugiés. Cet exemple d'implication de femmes dans la gestion politique suscite l'intérêt de la recherche et est souvent présenté comme un modèle.
Le Polisario a tenté de moderniser la société des camps, en mettant l'accent sur l'éducation, l'éradication du tribalisme et l'émancipation des femmes. Le rôle des femmes sahraouies était déjà central dans la vie précoloniale et coloniale, mais s'est encore renforcé pendant les années de guerre (1975-1991), lorsque les femmes sahraouies dirigeaient la majeure partie de l'administration des camps, tandis que les hommes combattaient au front. Ceci, combiné à des cours d'alphabétisation et de formation professionnelle, a produit des avancées majeures dans le renforcement du rôle des femmes dans la société sahraouie. Le retour d'un grand nombre d'hommes sahraouis depuis le cessez-le-feu en 1991 a peut-être ralenti cette évolution selon certains observateurs, mais les femmes dirigent toujours la majorité de l'administration des camps, et la branche féminine du Polisario, l'Union nationale des femmes sahraouies créée en 1974 joue un rôle politique important.

### Financement
Le territoire sur lequel sont situés les camps ne permet pas l'autosubsistance des populations devenues sédentaires. Les habitants des camps dépendent pour leur subsistance de l'aide humanitaire notamment du Programme Alimentaire Mondial (PAM), du Haut Commissariat aux Réfugiés (UNHCR) et d'autres organisations humanitaires. Le PAM fournit une aide par personne correspondant à  2,166 kilocalories par personne et par jour et qui comprend de la farine, des légumes secs, de l'huile, du sucre et du thé et du riz et de l'orge.
Une économie monétaire simple a commencé à se développer dans les camps au cours des années 1990, après que l'Espagne eut décidé de verser des pensions aux Sahraouis qui avaient été enrôlés de force comme soldats dans les Tropas Nómadas à l'époque coloniale[réf. nécessaire]. L'argent provenait également de Sahraouis travaillant en Algérie ou à l'étranger, et de réfugiés qui poursuivent un mode de vie traditionnel bédouin et touareg, élevant du bétail en Algérie, en Mauritanie et dans les régions du Sahara occidental contrôlées par le Polisario. L'économie privée reste cependant très limitée, et les camps continuent de survivre principalement grâce à l'aide étrangère et algérienne.

### Situation sanitaire et conditions de vie
La région de Tindouf est située sur la hammada, une vaste plaine désertique du désert du Sahara. Les températures estivales dans cette partie de la hammada, connue historiquement sous le nom de « Jardin du Diable », sont souvent supérieures à 50 °C et de fréquentes tempêtes de sable perturbent la vie normale. Il y a peu ou pas de végétation et le bois de chauffage doit être ramassé en voiture à des dizaines de kilomètres. Seuls quelques-uns des camps ont accès à l'eau et les sources d'eau potable ne sont ni propres ni suffisantes pour l'ensemble de la population réfugiée. La vie de base ne peut pas être maintenue dans cet environnement et les camps dépendent complètement de l'aide étrangère.

La nourriture, l'eau potable, les matériaux de construction et les vêtements sont acheminés en voiture par les agences d'aide internationale. La nourriture de base est acheminée du port d'Oran à Rabouni par le Programme alimentaire mondial (PAM) en collaboration avec le Croissant-Rouge algérien (ARC) et le gouvernement algérien, tandis que la distribution de nourriture depuis Rabouni est organisée par le Polisario en collaboration avec le Croissant-Rouge du Sahara occidental (WSRC). Avec l'avènement d'une économie de marché de base, certains réfugiés ont pu acquérir des postes de télévision et utiliser des voitures ; plusieurs centaines d'antennes paraboliques ont fait leur apparition ces dernières années.

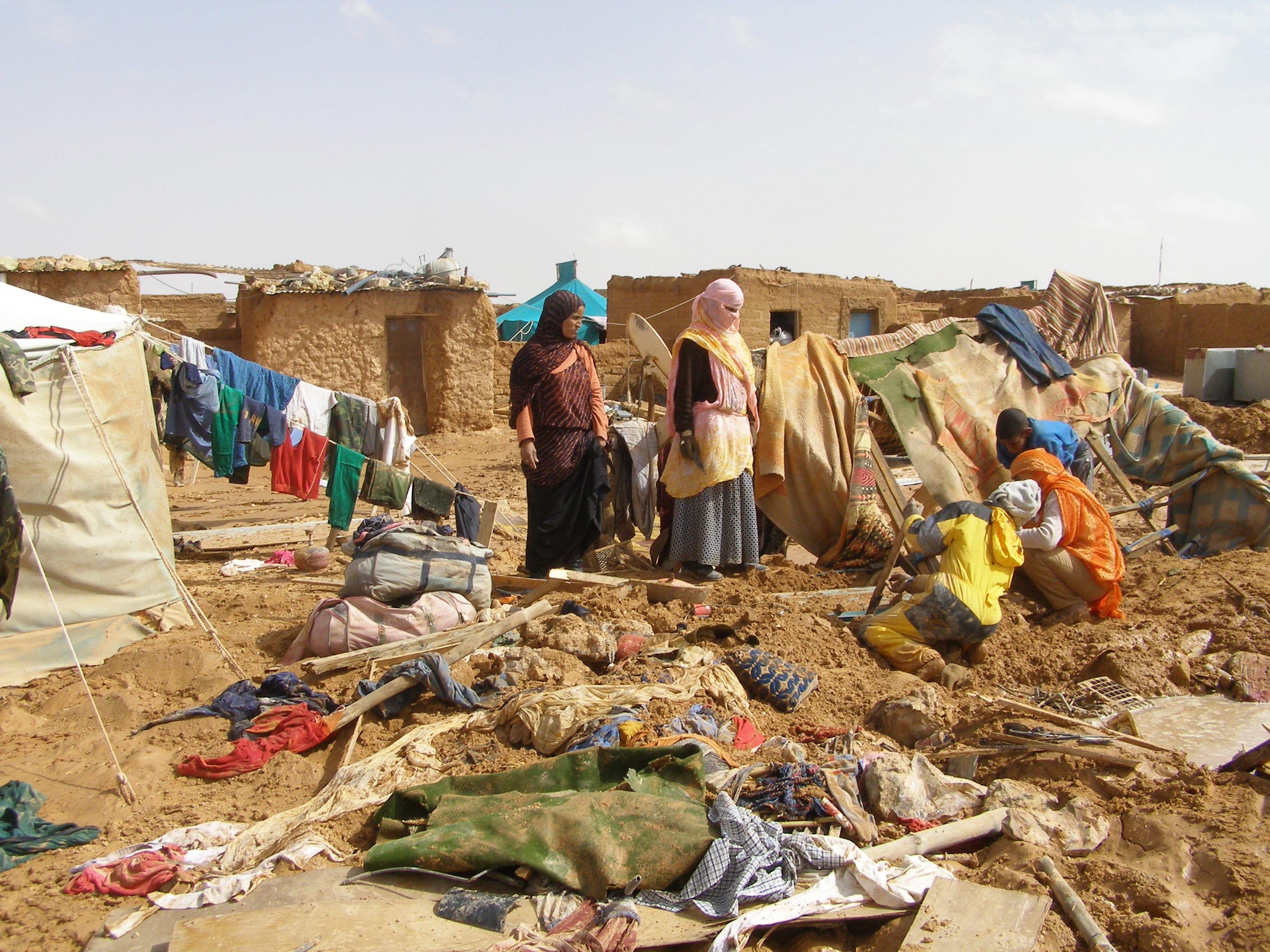
Dégâts causés par les inondations en 2006.

De fortes pluies soudaines et des inondations ont détruit une grande partie des camps en février 2006, provoquant une réponse à la crise du HCR et du Programme alimentaire mondial (PAM), pour remplacer les logements détruits par des tentes et fournir de la nourriture pour couvrir les entrepôts perdus. En octobre 2015, de fortes pluies ont de nouveau inondé les camps de réfugiés, détruisant des maisons (faites de briques de sable), des tentes et des vivres. Plus de 11 000 familles ont été touchées.

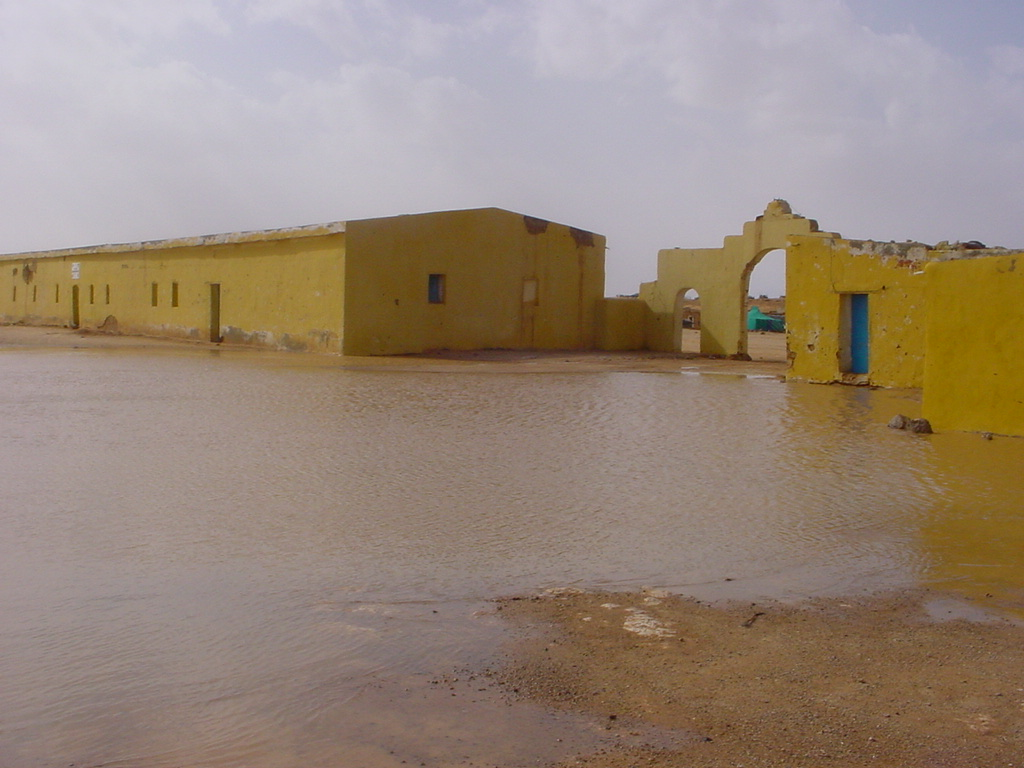
Inondation du camp le 27 février 2006.

Les camps disposent de 27 cliniques, d'un hôpital central et de quatre hôpitaux régionaux.

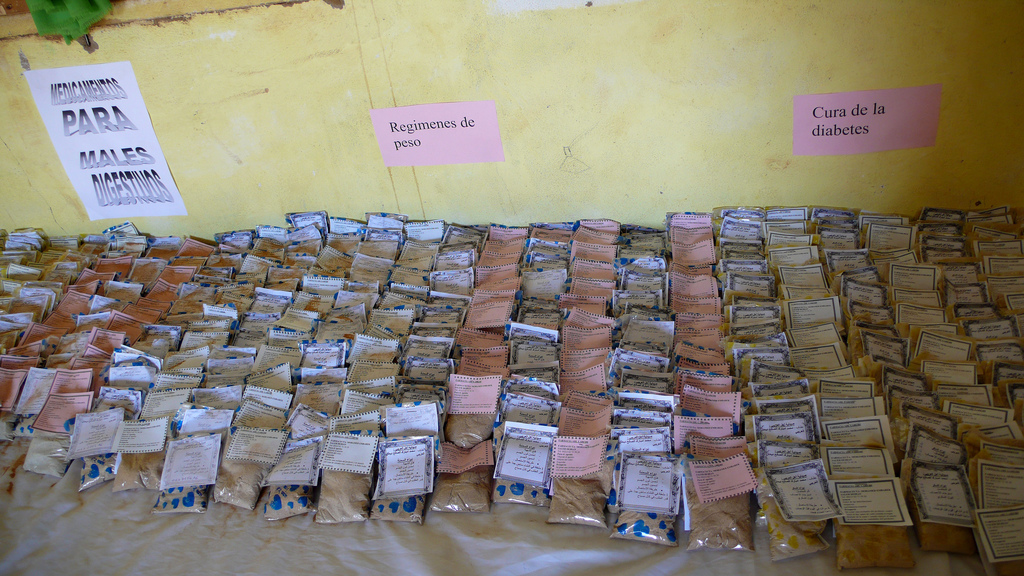
Médicaments de la pharmacie de Dajla.

En août 2022 l'ONU alerte sur la dégradation de la situation dans les camps à la suite de la pandémie de COVID 19, sur la hausse des prix des produits d'alimentation et sur l'impact de la guerre en Ukraine qui ont causé une réduction de 75% des rations alimentaires dans les camps. Les fonds nécessaires au titre de l'assistance alimentaire de la zone ont augmenté, passant de 19,8 millions de dollars avant la pandémie à 39 millions de dollars. Une visite des organisations donatrices a lieu en 2023 pour leur permettre de contrôler la véracité de la situation et les allégations de détournements de l'aide humanitaire par le Maroc,,.
La situation empire toujours en été en raison de la chaleur (50 degrés) provoquant des épidémies de dysenterie, des cas de déshydratation et une aggravation des maladies mentales. Un hôpital psychiatrique accueille les personnes traumatisées par la violence des conflits armés.

### Éducation

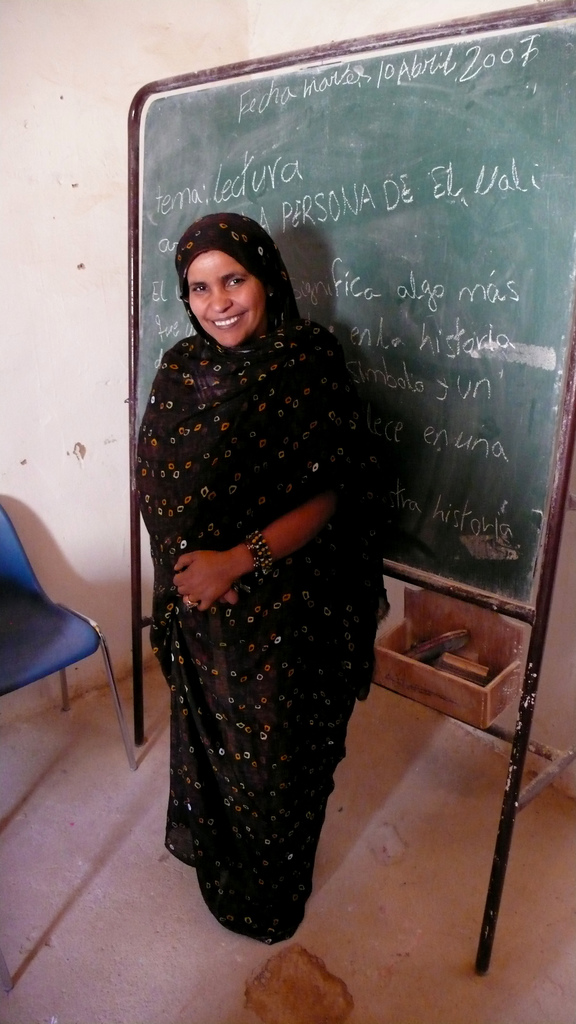
Maima Mahamud, directrice de l'école des femmes de Dakhla et représentante du secrétaire d'État aux Affaires sociales et à la Promotion des femmes dans le camp de Dakhla.

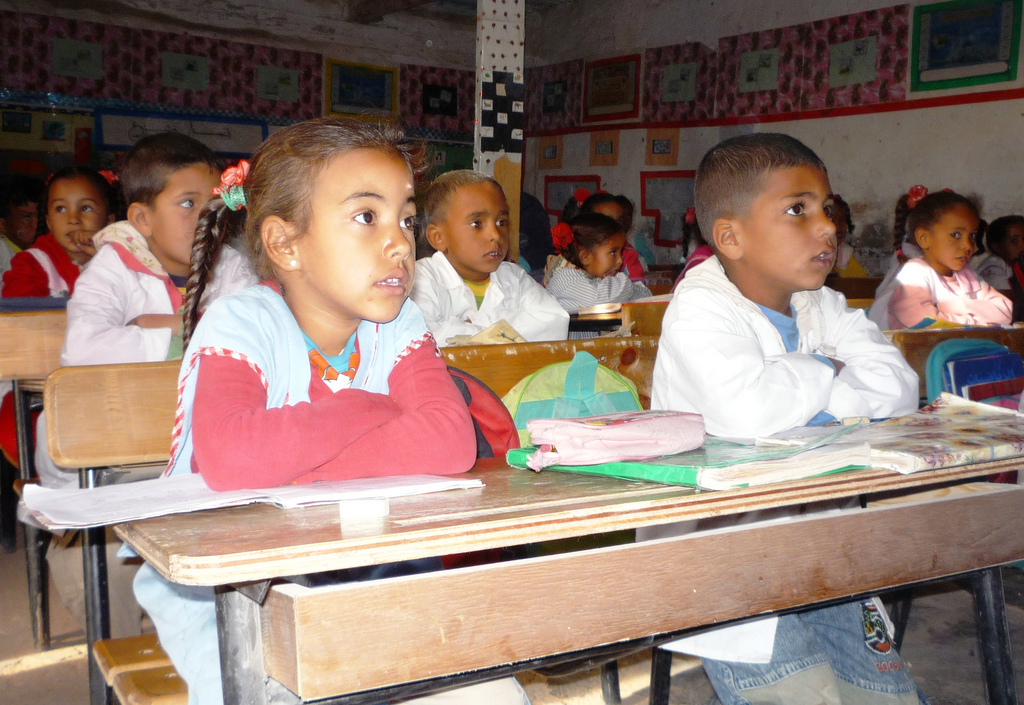
Une école dans les camps.

Le Polisario a donné la priorité à l'éducation depuis le début de l'établissement des camps et les autorités locales ont créé 29 écoles maternelles, 31 écoles primaires et sept écoles secondaires, les institutions académiques du 27 février et du 12 octobre ainsi que divers centres de formation technique (sans oublier que les campements de Tindouf comptent 90.000 réfugiés). Alors que le matériel pédagogique est encore rare, le taux d'alphabétisation est passé d'environ 5% lors de la formation des camps à 90% en 1995. L'éducation des enfants est obligatoire, et plusieurs milliers ont reçu des études universitaires en Algérie, à Cuba et en Espagne dans le cadre de programmes d'aide.
Dans les années 1980 le programme « vacaciones en paz » qui permet, permet à des enfants sahraouis de 7 à 12 ans de partie pour les vacances dans des familles en Espagne, afin de les éloigner des températures torrides du désert durant l'été. Le retour des enfants envoyés étudier à l'étranger dans les camps est célébré par l'organisation d'un festival de la jeunesse pendant lequel on s'adonne au théâtre, à la poésie et la musique. Les plus jeunes apprennent à leurs ainées à lire et écrire.
Selon la chercheuse Randa Fahra, la souveraineté partielle octroyée à la RASD par l'Algérie sur le territoire des camps lui a permis de mettre en place un programme d'éducation qui  « a réussi à favoriser l’autonomie en assurant la formation d’une main-d’œuvre qualifiée, mais a aussi, grâce à une vision orientée vers l’avenir, utilisé l’éducation pour instaurer de « nouvelles traditions de citoyenneté » et la notion d’une communauté nationale renouvelée, en vue d’un futur rapatriement ».

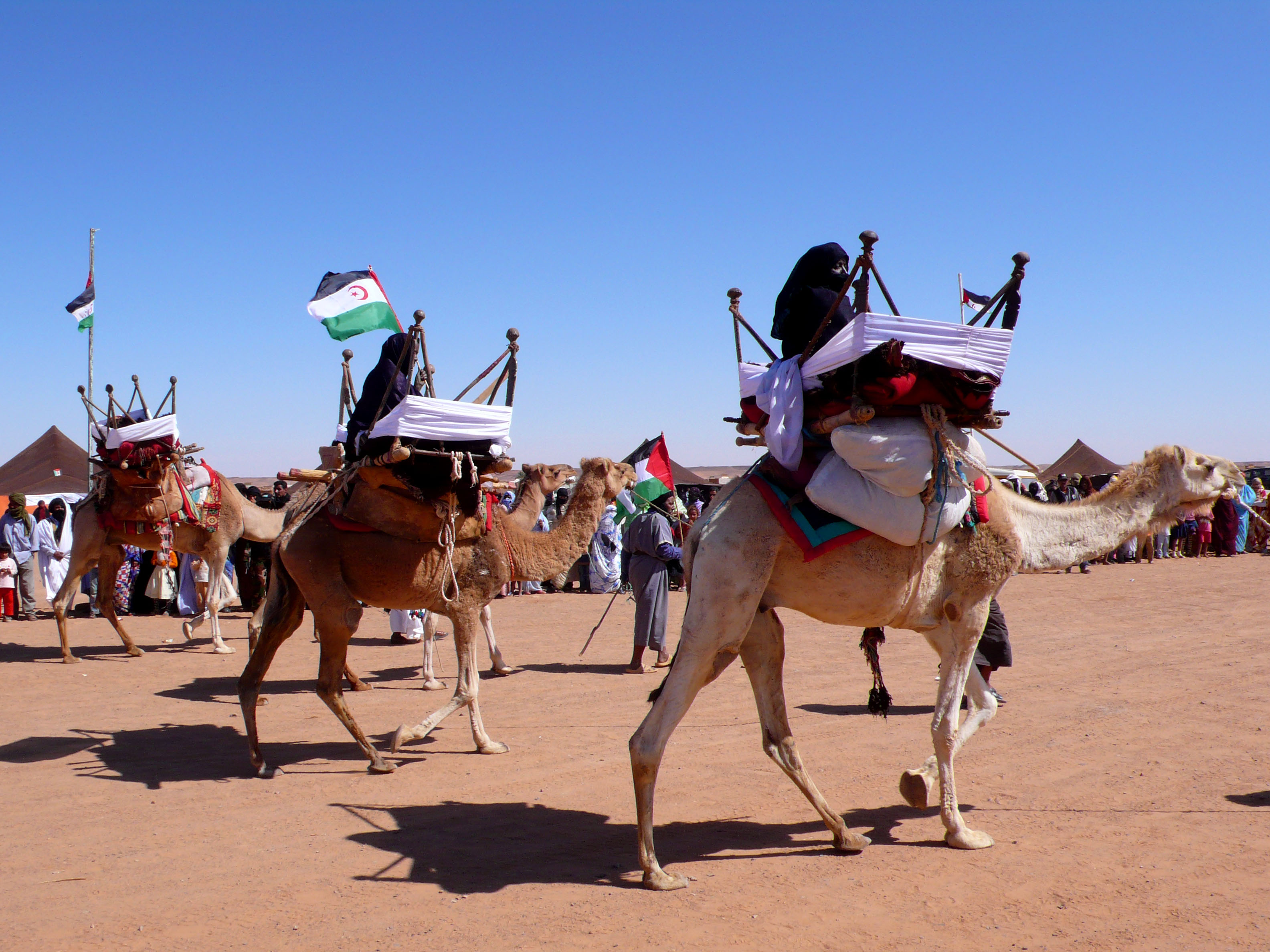
Exhibition de dromadaires au camp de Tindouf en 2007.

### Culture

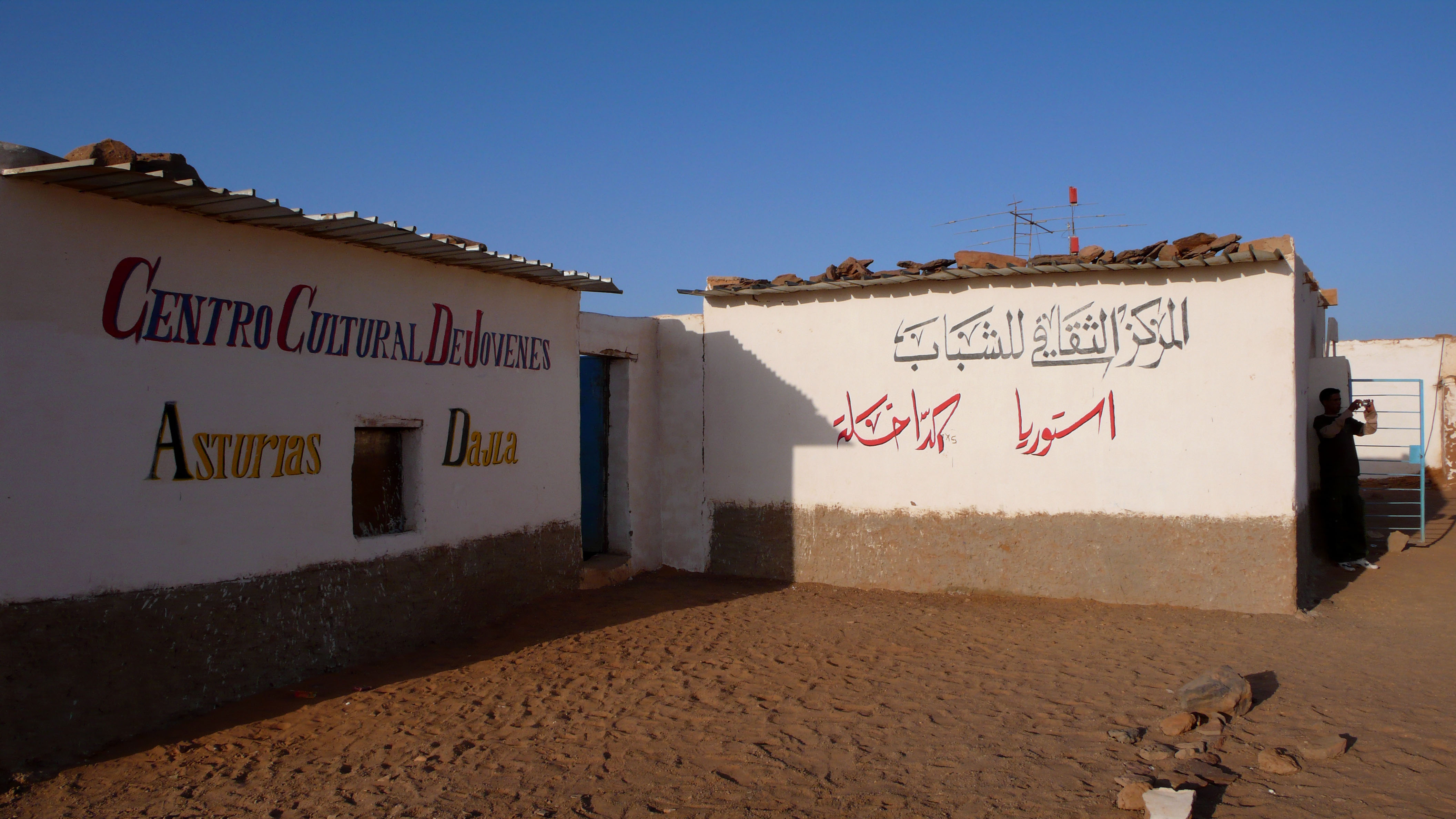
Centre culturel des jeunes du camp de Dajla.

Une émergence d'un activisme culturel militant se développe ainsi  à travers la chanson et la poésie, avec des artistes notoires comme Al Khadra Mabrook, Aziza Brahim et Mohamed Mustafa Mohamed Salem dit « Badi » qui tentent de documenter leur art de vivre bédouins, les atrocités de la guerre et promouvoir la résistance sahraouie.
Ebbaba Hameida, journaliste espagnole née dans les camps de Tindouf a réalisé le documentaire  « Raíces y Clamor » (littéralement Racines et Clameur). Le film traite des difficultés des jeunes Sahraouis qui étudient en Espagne, du besoin de rechercher ses racines et des conflits individuels et personnels auxquels ils font face.

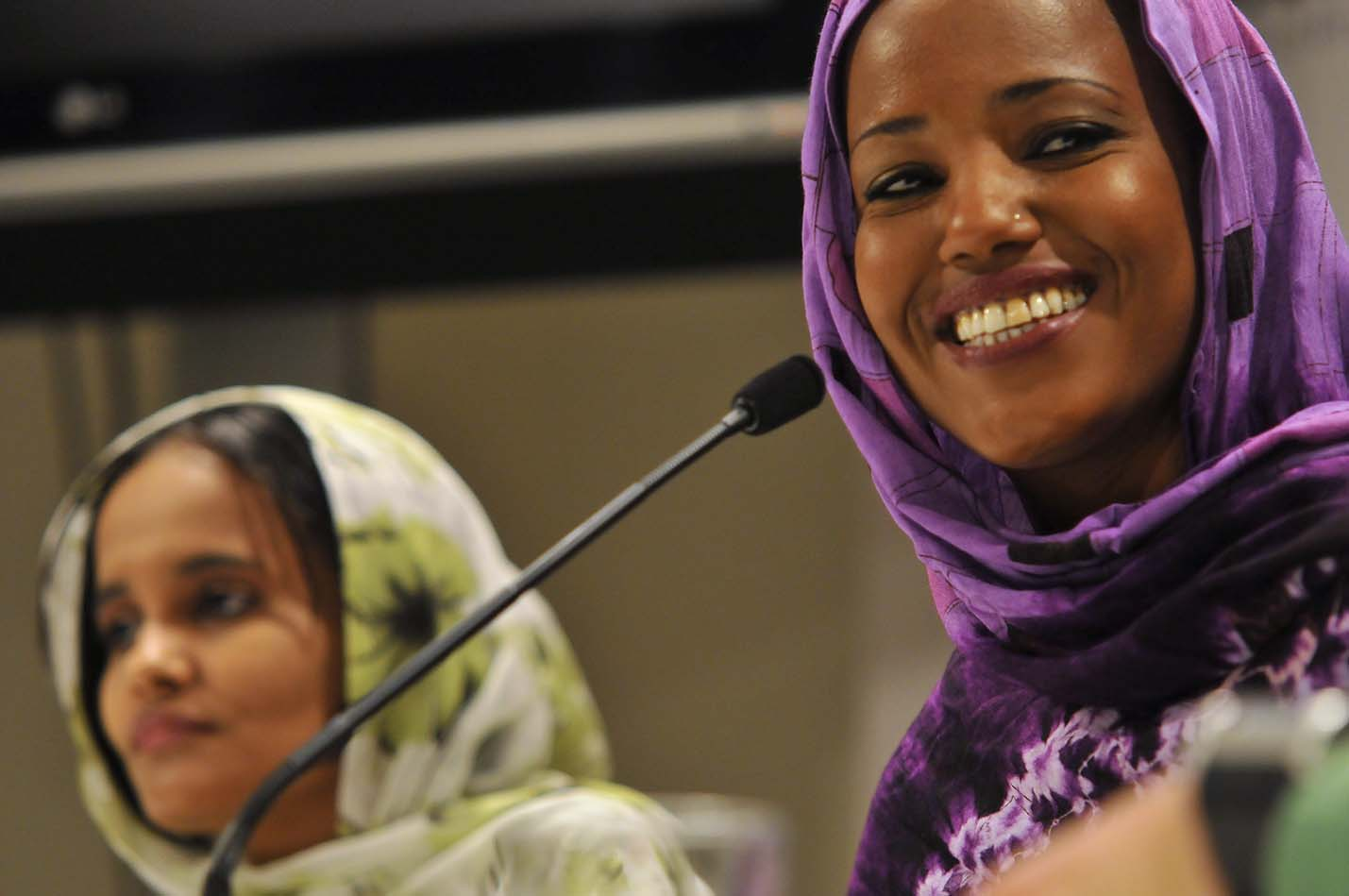
Les actrices sahraouies Aziza Brahim et Memona Mohamed, lors d'une conférence de presse de présentation du film Wilaya, lors du 10e festival du film des droits de l'homme à San Sebastián, Espagne, 26 avril 2012.

En 2012 sort le film Wilaya avec Aziza Brahim, qui rend compte de la vie d'une jeune femme déchirée entre sa nouvelle vie en Espagne et les liens familiaux qu'elle conserve dans le camp de Samra. Le film est présenté à la Berlinale de Berlin et remporte plusieurs prix.
Les poètes Hadjatu Aliat Swelm et Hossein Moulud ont écrit sur la vie au camp de protestation de Gdeim Izik.

## Critiques et violations des droits de l'Homme dans les camps

### Abus en période de guerre

#### Détentions prolongées et tortures
Entre 1975 et 1991, durant la période de conflit armé au Sahara occidental, le Front Polisario a procédé à l’emprisonnement de plusieurs opposants présumés, parmi lesquels figuraient d’anciens membres dissidents ainsi que des Sahraouis accusés d’espionnage au profit du Maroc. Ces détentions, menées sans inculpation ni procès, ont parfois duré plusieurs années.
Des organisations non gouvernementales et des associations de victimes ont recueilli des témoignages faisant état de cas de torture et de mauvais traitements infligés aux détenus, certains ayant entraîné leur décès. Parmi les pratiques rapportées figurent la torture, les détentions au secret et les travaux forcés, visant notamment des Sahraouis contestant la ligne politique du Front Polisario ou cherchant à quitter les camps de réfugiés.
Dès 1996, Human Rights Watch rappelle qu’Amnesty International avait exhorté le Front Polisario à faire toute la lumière sur ces allégations d’abus commis dans le passé. Lors de son 7e congrès, en 1989, le Polisario a reconnu que des « erreurs » avaient été commises durant la guerre. Le mouvement a alors adopté plusieurs résolutions visant à remédier à ces pratiques, notamment par la fermeture de prisons clandestines, la libération de détenus et la création d’une commission des droits de l’homme. Cependant, aucune enquête publique approfondie ni aucune poursuite judiciaire à l’encontre des responsables présumés de ces exactions n’a été menée. L’absence de processus judiciaire a conduit à une situation d’impunité concernant les abus commis pendant cette période.

#### Prisonniers de guerre marocains et traitements inhumains
Durant le conflit au Sahara occidental, le Front Polisario a capturé plusieurs centaines de soldats marocains, faits prisonniers de guerre. Ces détenus ont été maintenus dans les camps de Tindouf dans des conditions particulièrement difficiles, certains ayant été retenus pendant plus de 15 ans après l’entrée en vigueur du cessez-le-feu de 1991, en violation du droit international humanitaire.
Plusieurs rapports font état de mauvais traitements infligés aux prisonniers marocains, incluant des actes de torture, des sévices et le recours au travail forcé. Le dernier groupe de 404 prisonniers marocains n’a été libéré qu’en 2005, à la suite de pressions internationales, mettant en lumière la durée exceptionnelle de ces détentions,,.
Les violations des droits des prisonniers par le Polisario, incluant la torture, les détentions arbitraires prolongées et les travaux forcés, ont été documentées par des témoignages de survivants et par plusieurs organisations non gouvernementales. Des associations sahraouies dissidentes ont également recueilli des éléments à ce sujet, bien que certaines d’entre elles aient été accusées de proximité avec le Maroc. Human Rights Watch, après avoir mené ses propres vérifications, a confirmé la crédibilité d’un grand nombre de témoignages relatifs à cette période, couvrant les années 1975 à 1991.

### Liberté d'expressions limitée
Le Front Polisario exerce une autorité exclusive sur les camps de réfugiés sahraouis situés à Tindouf, en Algérie, et n’autorise aucune opposition politique structurée. La constitution de la République arabe sahraouie démocratique (RASD) interdit la création de tout parti politique autre que le Front Polisario, tant que l’indépendance du Sahara occidental n’a pas été obtenue.
Dans les années 1990 et 2000, les expressions publiques de dissidence sont restées rares dans les camps, en raison de la crainte de représailles. Les médias officiels du Polisario ne relaient pas les opinions critiques, et l’accès à une presse indépendante ou étrangère y est fortement limité, contribuant à un déficit structurel de liberté d’expression et de liberté d’association.
Au cours de la dernière décennie, quelques initiatives de contestation ont vu le jour dans les camps de réfugiés sahraouis de Tindouf, notamment le Mouvement du 5 mars 2011 et l’Initiative sahraouie pour le changement, apparus dans le contexte des soulèvements du printemps arabe. Ces groupes de réfugiés demandaient une plus grande transparence dans la gestion des camps, la fin du népotisme et la mise en place de réformes internes. Le Front Polisario a réagi par des mesures de harcèlement à l’encontre de leurs membres, qui sont restés privés d’accès aux médias officiels, lesquels les accusent d’être manipulés par des acteurs extérieurs, notamment le Maroc,.
Certains blogueurs sahraouis ont utilisé les réseaux sociaux, comme Facebook ou YouTube, pour diffuser des critiques à l’encontre de la direction du Polisario. Parmi eux, des figures telles que Bouzid, Zeidan ou Breica ont été arrêtées en 2019 à la suite de leurs publications,.
L’accès des journalistes étrangers ou des organisations non gouvernementales aux camps reste fortement restreint. L’Algérie, qui administre la zone, et le Polisario ont à plusieurs reprises refusé ou strictement encadré les visites de journalistes souhaitant enquêter sur des sujets sensibles. Par exemple, en 2007, deux réalisateurs australiens, Violeta Ayala et Daniel Fallshaw, ont été brièvement détenus par les services de sécurité du Front Polisario alors qu'ils réalisaient un documentaire dans les camps de Tindouf. Violeta Ayala a confié à l'organisation avoir été témoin de pratiques d'esclavage. “Ce n'est pas parce qu'ils mènent un combat pour leur indépendance que les dirigeants du Polisario peuvent se permettre de telles violations des droits de l'homme. En tant que journalistes, il est de notre devoir de dénoncer ces pratiques. A l'origine, nous nous étions rendus sur place pour travailler sur la problématique des familles séparées. Mais durant notre séjour, nous avons été les témoins de scènes d'esclavage”, a déclaré Violeta Ayala,.
Ce climat de surveillance et de répression a favorisé une forte autocensure parmi les réfugiés, nombreux à craindre d’être accusés de sympathies pro-marocaines, ce qui les exposerait à des accusations de trahison. Cependant, l’essor des réseaux sociaux et le mécontentement croissant parmi la jeunesse sahraouie ont conduit à une augmentation des témoignages anonymes ou pseudonymes dénonçant la corruption des dirigeants du Polisario ou les carences dans la gestion des camps.
Human Rights Watch note toutefois qu’au quotidien, les réfugiés sahraouis pouvaient formuler certaines critiques modérées, notamment concernant la gestion des aides humanitaires, sans nécessairement faire face à une répression systématique. Les manifestations non violentes, bien que peu fréquentes, étaient rarement dispersées par la force dans les années 2000. Toutefois, cette marge de tolérance ne s’étendait pas aux discours remettant en cause les fondements politiques du mouvement, tels que la légitimité du Polisario ou le principe même d’indépendance du Sahara occidental.
Un cas emblématique est celui de Mustafa Salma Ould Sidi Mouloud, ancien cadre de la police du Polisario, qui a publiquement exprimé en 2010 son soutien au plan d’autonomie proposé par le Maroc. À son retour dans les camps, il a été arrêté par le Polisario et accusé de trahison et d’espionnage. Amnesty International a mené une campagne pour sa libération, considérant sa détention comme une violation de la liberté d’opinion. Mustafa Salma a finalement été relâché sous la pression internationale, mais interdit de retour dans les camps et contraint à l’exil en Mauritanie, séparé de sa famille,,.

### Détenus politiques et arrestations arbitraires
Parmi les affaires marquantes figure celle de Mustafa Salma Ould Sidi Mouloud, arrêté en 2010 après avoir exprimé publiquement son soutien au plan d’autonomie marocain (voir plus haut). Un autre cas notable est celui d’El Khalil Ahmed, ancien cadre du Polisario critique envers la direction du mouvement, qui a disparu en Algérie en 2009. Sa famille affirme avoir obtenu des informations indiquant sa détention dans une prison algérienne en 2011, mais les autorités algériennes ont depuis nié le détenir. Cette disparition forcée, non élucidée, a soulevé des interrogations sur la coopération entre le Polisario et les autorités algériennes en matière de surveillance et de répression de certains dissidents sahraouis.
En juin 2019, trois figures sahraouies critiques du Polisario – Moulay Abba Bouzid (militant), Fadel Mohamed Breica (militant, également citoyen espagnol) et Mahmoud Zeidan (journaliste) – ont été arrêtées dans les camps de Tindouf par les autorités de la RASD pour des motifs à caractère politique. Ils avaient exprimé sur Facebook de vives critiques contre la corruption et l’absence de dialogue au sein de la direction polisario. Les trois hommes ont été détenus à la prison de Dhaibiya (près de Rabouni) et inculpés de charges lourdes telles que « trahison », « sédition » et « atteinte à la sûreté de l’État sahraoui » – passibles de peines de cinq ans jusqu’à la réclusion à perpétuité. Human Rights Watch a dénoncé l’absence de preuves que ces individus aient commis autre chose que l’exercice pacifique de la liberté d’expression, et a appelé à leur libération en l’absence de charges crédibles. Des témoignages de proches ont révélé des mauvais traitements durant leur détention : interrogatoires musclés avec les yeux bandés et menaces de torture pour extorquer des « aveux » signés. Fadel Breica aurait été passé à tabac après son arrestation au point d’entamer une grève de la faim en juillet 2019 pour protester. Finalement, sous la pression internationale, les trois dissidents ont été libérés fin 2019, après environ cinq mois de détention préventive sans jugement.
Ces arrestations n’ont pas échappé aux organes de défense des droits de l’homme de l’ONU. Le Groupe de travail des Nations unies sur la détention arbitraire (WGAD) a adopté en mai 2020 l’Avis n°7/2020 déclarant la détention de Fadel Breica arbitraire. Le WGAD a rappelé que l’Algérie, en tant qu’État sur le territoire duquel se trouvent les camps, est responsable de garantir les droits de toute personne sur son sol, et a demandé aux autorités algériennes non seulement de libérer M. Breica, mais aussi d’enquêter sur les abus qu’il a subis du fait du Polisario et de le dédommager conformément au droit international. Or, en 2022, l’ONG Alkarama a signalé que le gouvernement algérien refusait d’exécuter cet avis onusien et n’avait pas ouvert d’enquête sur les tortures alléguées, illustrant un problème d’impunité persistant.

### Accusations de tortures et traitements dégradants
Le Front Polisario se déclare officiellement respectueux des conventions internationales interdisant la torture, et la Constitution de la République arabe sahraouie démocratique (RASD) interdit explicitement les atteintes à l’intégrité physique. Cependant, des allégations de torture continuent d’émerger, provenant de réfugiés sahraouis ou de militants des droits de l’homme.
Dans un rapport publié en 2014, Human Rights Watch a recueilli deux témoignages directs de réfugiés sahraouis affirmant avoir été torturés par les forces de sécurité dans les camps de Tindouf. L’un d’eux rapporte avoir été violemment battu dans un centre de détention non officiel, tandis que l’autre affirme avoir déposé une plainte pour coups et blessures, restée sans suite.
En 2019, les familles des blogueurs sahraouis Bouzid et Breica ont affirmé que ceux-ci avaient été menacés de torture afin de leur extorquer des aveux. Fadel Breica, en particulier, a rapporté avoir subi de graves violences physiques au cours de ses interrogatoires après son arrestation en juin 2019.
Des vidéos et fuites ont également montré des scènes d’humiliation de détenus sahraouis par des gardes du Polisario. En 2020, plusieurs médecins sahraouis, arrêtés après avoir dénoncé des dysfonctionnements dans la gestion de l’aide médicale durant la pandémie de Covid-19, ont témoigné avoir subi des traitements dégradants et des pressions psychologiques destinées à les contraindre au silence.
En 2023, une photographie diffusée par un collectif sahraoui montrait un jeune manifestant arrêté dans les camps, portant des marques visibles de coups et de blessures, attribuées aux milices du Polisario.

### Protestations internes
Entre 2019 et 2023, plusieurs épisodes de contestation ont été signalés au sein des camps de réfugiés sahraouis de Tindouf, situés en Algérie. En 2019 et 2020, des blogueurs et cyberactivistes sahraouis ont mené des campagnes en ligne visant à dénoncer les abus et la corruption dans les camps. Ces publications, critiquant la gouvernance du Front Polisario ainsi que l’absence de libertés dans les camps, ont conduit à des mesures de rétorsion, incluant des intimidations et des pressions à l’encontre des auteurs de ces contenus. Pendant la pandémie de Covid-19, des médecins sahraouis ont utilisé les réseaux sociaux pour alerter sur des cas présumés de détournement de l’aide médicale, comprenant médicaments et matériel sanitaire. Ces signalements ont entraîné des actions de répression, incluant des interrogatoires, des détentions et des intimidations visant à faire cesser ces dénonciations. En 2021 et 2022, plusieurs manifestations locales ont eu lieu dans les camps de Tindouf. En début d’année 2023, le camp de Rabouni a notamment été le théâtre de sit-in de réfugiés demandant la libération de Mohamed Salem Souid, ressortissant sahraoui de nationalité espagnole. Ce dernier avait été arrêté par le Polisario après avoir participé à des rassemblements dénonçant des opérations de trafic de carburant vers la Mauritanie, impliquant des responsables du Front. En mai 2023, onze membres de la tribu Labeihat ont été arrêtés à la suite d’un soulèvement armé local, motivé par des accusations d’exactions attribuées aux autorités du Polisario. Ces événements illustrent une montée des tensions au sein des camps, marquée par une contestation croissante à l’égard de la gestion du Front Polisario et du rôle des autorités algériennes, dans un contexte où les actions répressives se sont multipliées.

### Esclavage
Des discriminations sociales ont été documentées au sein de la société sahraouie vivant dans les camps de réfugiés de Tindouf, notamment la persistance de certaines pratiques issues de structures sociales traditionnelles, telles que des formes résiduelles d’esclavage. Le Front Polisario a officiellement interdit l’esclavage en 2011, et ce phénomène ne concerne qu’une minorité de familles. Cependant, des témoignages rapportent que certaines familles anciennement serviles continuent d’exercer des tâches domestiques au profit de familles anciennement maîtresses, en particulier dans des zones isolées sous contrôle du Polisario.

### Suspicions de corruption et de détournement de l'aide humanitaire
L’Office européen de lutte antifraude (OLAF) de l’UE a mené une enquête sur la décennie 1994-2004, période durant laquelle plus de 105 millions d’euros d’aide européenne ont été envoyés aux camps. Son rapport (rendu public en 2015) a mis en lumière un détournement systématique d’une partie de cette aide « depuis plusieurs années, organisé par plusieurs dignitaires sahraouis, avec l’aide de certaines autorités algériennes ». Les manœuvres frauduleuses incluaient la surenchère démographique : l’Algérie et le Polisario ont toujours refusé un recensement indépendant des réfugiés et avancé des chiffres largement supérieurs aux estimations onusiennes. En gonflant le nombre officiel de réfugiés (parfois annoncé à 155 000 ou plus), les responsables auraient pu accaparer l’excédent d’aide (nourriture, médicaments, équipement) correspondant aux « bouches fantômes » non existantes, pour ensuite le revendre au marché noir ou le rediriger vers leurs soutiens politiques. Le rapport OLAF a choqué de nombreux donateurs en révélant cette instrumentalisation des populations vulnérables « vivant déjà dans des conditions indignes ». Il a conduit le Parlement européen à demander des mesures correctives, notamment l’enregistrement des réfugiés par le HCR, afin de mieux contrôler l’acheminement de l’aide,.

### Liberté de mouvement
Selon les entretiens menés par Human Rights Watch, la majorité des réfugiés sahraouis des camps de Tindouf ont, en théorie, la possibilité de quitter les camps s’ils le souhaitent. Le Front Polisario n’interdirait pas explicitement aux réfugiés sahraouis de déménager ou de s’installer dans un autre pays,.
Cependant, plusieurs obstacles pratiques limitent cette liberté de mouvement. Certains réfugiés ayant choisi de s’établir dans le Sahara occidental sous contrôle marocain ont déclaré avoir gardé leur projet secret par crainte d’une intervention ou de pressions du Polisario,.
Bien qu’aucune clôture physique ne délimite les camps, le contexte géopolitique et les contraintes administratives rendent les déplacements complexes. Tout voyage au-delà de la région nécessite des documents algériens, mais tous les réfugiés sahraouis ne possèdent pas de passeport algérien. L’Algérie impose également un régime de permis pour quitter la wilaya de Tindouf, et il est rapporté que les autorités algériennes confisquent parfois les passeports sahraouis à leur entrée dans d’autres villes algériennes, ne les restituant qu’au moment du départ,.
Les déplacements vers la Mauritanie voisine sont eux aussi soumis à un contrôle strict. Dans ce contexte, la liberté de mouvement des réfugiés sahraouis est considérée comme restreinte. Si les camps ne peuvent être assimilés à des prisons à ciel ouvert, le cadre militaire et administratif algérien, ainsi que la dépendance des réfugiés vis-à-vis des autorités locales, limitent de fait leurs possibilités de déplacement à longue distance,.